# 伊日·维考卡尔
伊日·维考卡尔（捷克語：Jiří Vykoukal，1971年3月11日—），捷克前男子冰球运动员。他曾代表捷克国家队参加1994年冬季奥林匹克运动会冰球比赛，结果队伍获得第五名。